# NGC 1899
NGC 1899 ist die Bezeichnung eines Emissionsnebels im Sternbild Dorado. 
Das Objekt wurde am 30. Dezember 1836 von dem britischen Astronomen John Herschel entdeckt.